# Coivert
Coivert – miejscowość i gmina we Francji, w regionie Nowa Akwitania, w departamencie Charente-Maritime.
Według danych na rok 1990 gminę zamieszkiwały 222 osoby, a gęstość zaludnienia wynosiła 15 osób/km² (wśród 1467 gmin regionu Poitou-Charentes Coivert plasuje się na 778. miejscu pod względem liczby ludności, natomiast pod względem powierzchni na miejscu 593.).